# Palacanthilhiopsis
Palacanthilhiopsis is een geslacht van weekdieren uit de klasse van de Gastropoda (slakken).

## Soorten
- Palacanthilhiopsis carolinae Girardi, 2009
- Palacanthilhiopsis kuiperi Girardi, 2009
- Palacanthilhiopsis margritae Boeters & Falkner, 2003
- Palacanthilhiopsis vervierii Bernasconi, 1988